# Prototip
Un prototip este un model sau formă originală a unui produs, care servește ca exemplu tipic, bază sau standard pentru alte obiecte din aceeași categorie.
Este primul exemplar al unei piese sau al unui sistem tehnic, după care, dacă a fost omologat, se execută fabricarea în serie.